# Національні Сили Оборони Мальдів
Національні сили оборони Мальдів (НСОМ; мальд. ދިވެހިރާއްޖޭގެ ޤައުމީ ދިފާއީ ބާރު, трансліт.: Dhivehi Raajjeyge Qaumee Dhifaaee Baaru) Вона в першу чергу відповідає за забезпечення всіх внутрішніх і зовнішніх потреб Мальдівської безпеки, включаючи захист виключної економічної зони (ІЕЗ) та підтримання миру та безпеки.

## Історія

Військовий прапор Мальдів

### Походження сил безпеки
Хагубейкалун, перша відома на сьогоднішній день згадка про захисників Мальдів, перша згадка  датується  ще до правління султана Аль-Газі Мохамеда Тхакуруфаана ( який правив у 1573-1585 рр. нашої ери). Тут три високопосадовці,  які позначені як Маафай, Фаамуладхейрі та Дхахарадха, відповідали за організацію безпеки країни.
Султан Аль-Газі Мохамед Тхакуруфаан, реорганізував існуючі на той час сили безпеки, і призначив "Дхошимейнаа Вазіра" (міністра) головою сил безпеки.
Походження нинішніх сил безпеки, можна простежити з ініціатив султана Ібрагіма Нураддіна Іскандхара, який правив з 1888 року, по 1892 рік. Султан був вражений групою молодих чоловіків, які практикувалися в похідній кроковій ходьбі, коли вони були в Султанському палаці, для того щоб вивчити традиційну форму мальдівських бойових мистецтв. Султан благословив їхню нову муштру, а також сприяв їх подальшому навчанню. Після цього група чоловіків почала супроводжувати султана на його церемоніальних процесіях.
Під час короткого правління султана Ібрагіма Нураддіна Іскандхара, він залучив обраних юнаків і навчив їх хевікан (мальдівська форма бойових мистецтв) і примушував їх брати участь у королівських церемоніях. 21 квітня 1892 року королівським указом була створена нова сила безпеки країни. Султан став головнокомандувачем сил безпеки. Ця нова сила була уповноважена носити зброю, а також  їм надавалися особливі привілеї від імені королівського двору.

### Розвиток  сил безпеки
З моменту створення сил безпеки, вони виконували дуже багато функції, за винятком двох коротких періодів. Сили Поліції були сформовані 29 березня 1933 року, під час правління султана Мохамеда Шамсуддіна III, але незабаром вони були розформовані. Поліція була відновлена 13 березня 1972 року як філія сил безпеки, яка тоді була відома як Національна гвардія, яка функціонувала при Міністерстві Громадської Безпеки (Ministry of Public Safety).
10 січня 1979 року, після багатьох років розвитку, Міністерство громадської безпеки та Національна гвардія, були перейменовані в Міністерство оборони та національної безпеки, та Службу національної безпеки (Ministry of Defence and National Security and the National Security Service) відповідно. Поліція залишалася її невід’ємною частиною, поки 1 вересня 2004 року її не було оголошено цивільним органом Міністерства внутрішніх справ і перейменовано на Службу поліції Мальдів.
Служба Національної Безпеки (The National Security Service) залишалася багатофункціональною силою, безпосередньо підпорядкованою, керівництву і  міністру оборони та національної безпеки. Але головним головнокомандувачем СНБ був президент, а заступником головнокомандувача вже був міністр оборони та національної безпеки.

### Сили Національної Оборони Мальдів
З відокремленням поліції як цивільного органу, довелося переглянути місію та обов’язки Служби Національної Безпеки. Цей перегляд передбачав зовсім інший поворот для організації. Отже, для виконання новоствореної місії та завдань, довелося змінити та переробити ядро та структуру виконавчого органу. Усі ці нові впровадження створили більше військову організацію і були перейменовані в Національні сили оборони Мальдів (НСОМ) на їх 114-ту річницю, 21 квітня 2006 року президентом Маумуном Абдулом Гайюмом.

## Організаційна структура

### Берегова охорона

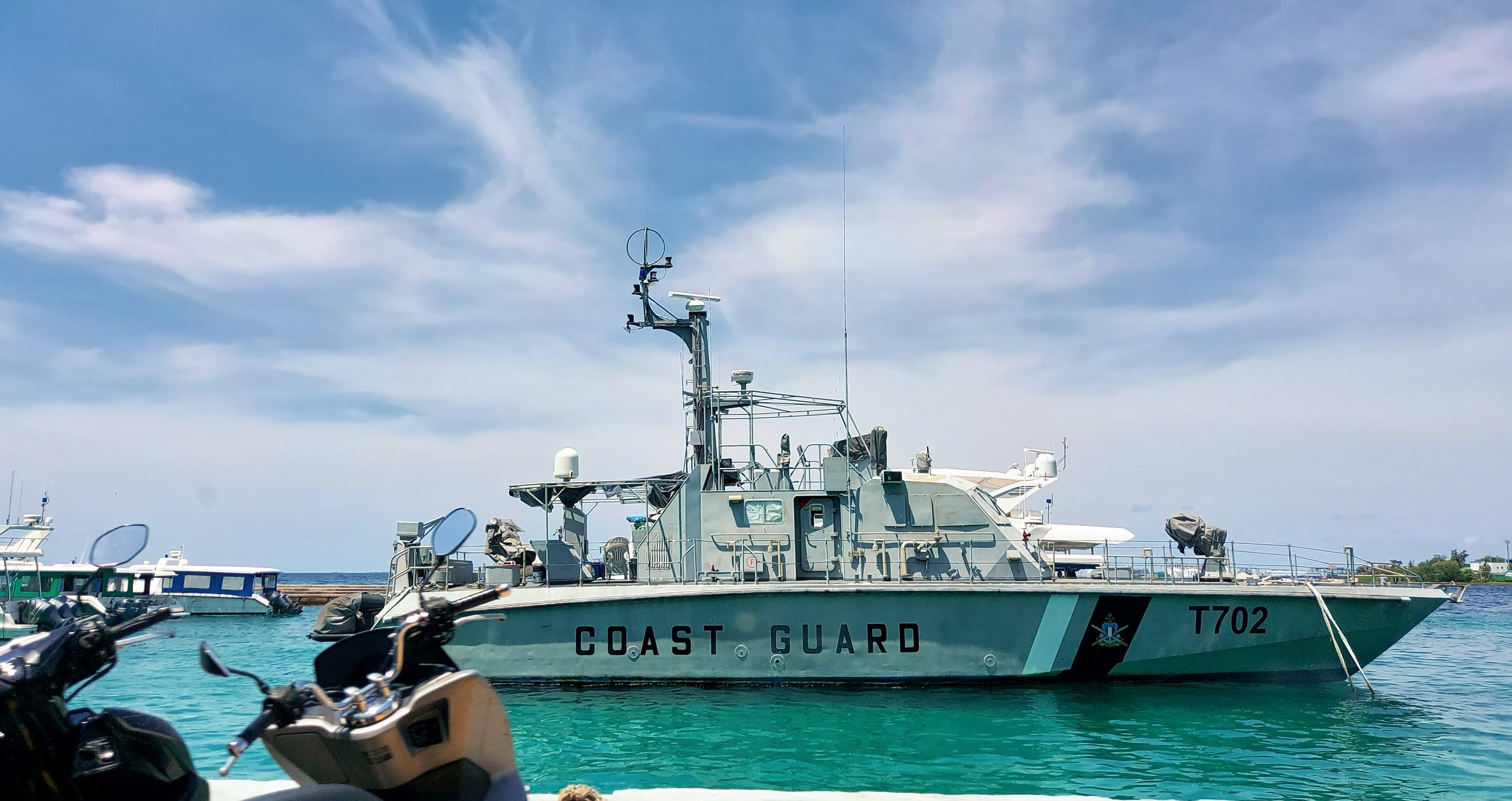
Катер Берегової Охорони у Малі

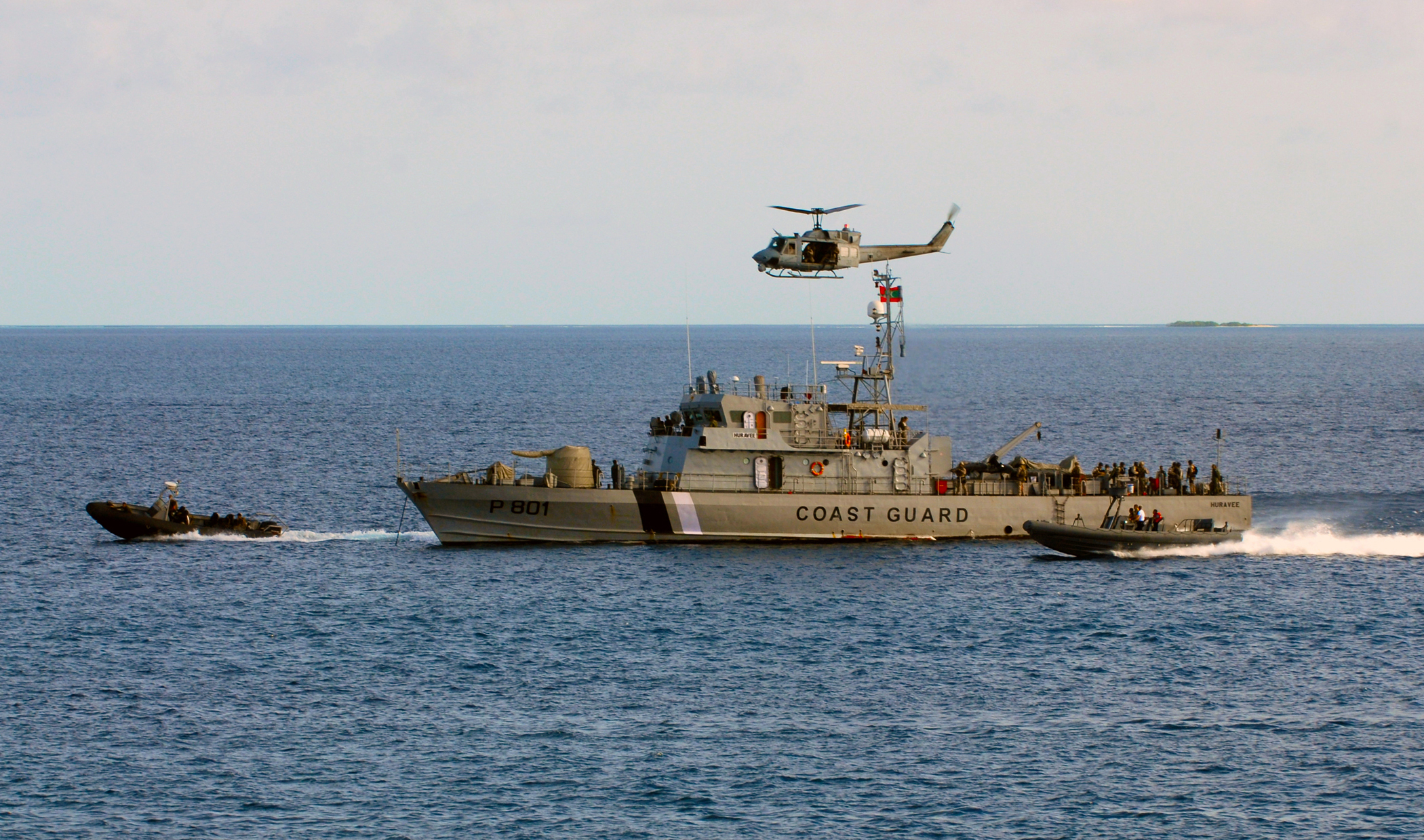
Корабель берегової охорони Національних сил оборони Мальдів MCGS Huravee, морський патрульний корабель.

Мальдіви, які є державою, пов’язаною з водою,то звісно що більшість проблем безпеки лежать у морі. Майже 90% території цієї країни покрито морем, а решта 10% – суша – розкидані на площі 415 км * 120 км, при цьому найбільший острів (всього 1192 острови) має розмір не більше 8 км 2 . Географічне положення та формування країни створює ідеальні умови для контрабандистів, які за для здійснення своєї діяльності, використовують Мальдіви як прихований шлях до місця призначення.
Тому на НСОМ покладені великі обов'язки щодо ведення нагляду за мальдівськими водами, та забезпечення захисту від браконьєрства іноземних зловмисників у ВЕЗ, та територіальних водах, є величезними завданнями як з матеріально-технічного, так і з економічного погляду. Велику роль у виконанні цих обов'язків відіграє берегова охорона. Для забезпечення своєчасної безпеки патрульні катери Берегової охорони розміщені в різних регіональних штабах НСОМ.
Берегова охорона також покладається на оперативні реагування на морські виклики, та на  своєчасне проведення пошукових та рятувальних операцій. Для ознайомлення та вирішення подібних небезпечних ситуацій, регулярно, на щорічній основі, проводяться навчання з контролю "забруднення" моря. Берегова охорона також здійснює озброєні морські перевезення військ, і військової техніки по всій країні.
Завдання сил берегової охорони:
- Охорона територіальних вод, ВЕЗ та морського середовища.
- Проведення пошуково-рятувальних та рятувальних робіт.
- Забезпечення морського права.
- Охорона VIP та конвою.
- Берегове спостереження.

### Корпус морської піхоти
Корпус морської піхоти (відомі раніше як Сили швидкого реагування) створений в різних стратегічних місцях і вразливих районах, щоб покращити прогнозування сил для надання своїх послуг по всій країні. Корпус морської піхоти складається з Підрозділів оперативного розгортання Морської Піхоти.
Вони розгорнуті з метою підтримки безпеки у своїх ключових зонах відповідальності, а також за для оперативного реагування.
- Допомога береговій охороні в морських операціях.
- Допомога державним органам влади у кризовий період.
- Пошуково-рятувальні операції.
- Забезпечення охорони КП.
- Проведення бойових дій.
- Проведення протидії повстанцям.
- Проведення антитерористичних операцій.

Корпус морської піхоти часто призначається для виконання небойових завдань, таких як надання гуманітарної допомоги, а також за для проведення операцій, ціль яких спрямована на ліквідацію наслідків стихійних лих.

### Сили спеціального призначення
Спецпідрозділи (Yhe Special Forces) є елітними бойовими підрозділами НСОМ. Вони навчені виконувати свої обов’язки в будь-яких умовах у будь-який час і в будь-якій частині світу. Зокрема, їх залучення відбувається в ситуаціях, коли недостатньо сил та можливостей  регулярних піхотних сил.
Спеціальний підрозділ було офіційно піднято 9 лютого 2009 року. Відтоді їх організовано таким чином, що вони можуть виконувати місії, які вимагають швидкого реагування та хірургічних методів. Їхні основні завдання включають боротьбу з тероризмом та операції національного втручання, а оскільки, по суті, Спеціальний підрозділ є інтенсивною різнобічною групою, їх місії включають, але не обмежуються, порятунком заручників, диверсії, рейди та збір важливої розвідувальної інформації. А також вони не лише обмежуються роллю досягнення цілі зриву шляхом тактики «удару і втечі» та диверсії в традиційному сценарії звичайного бою, але, крім того, вони навчаються боротися з терористами,  а також їх можливою підривною діяльністю проти інфраструктурних об'єктів.
Тому спецпідрозділи НСОМ користуються не аби якою популярністю завдяки своїй спеціалізації, в широкому спектрі унікальних навичок для спеціальних операцій.  Спеціальний підрозділ проходить інтенсивний річний календарний цикл ретельної підготовки спецпризначенців, який вимагає суворої фізичної підготовки, психологічного здоров'я та інтелекту. Крім того, вони беруть участь у навчанні з іншими всесвітньо відомими спецпідрозділами, а також навчають їх.
Солдати, як правило, кваліфіковані в стрибках з парашутом а також на вмінні влучної стрільбі, ковзанні, пірнанні та інших тактичних навичках. Загалом, великий акцент робиться на фізичній та моральній підготовці, а також підготовці навичок, щоб кожен учасник міг витримати суворість тактичних операцій у реальному часі.
Ця спеціалізована група формує смертоносний спецпідрозділ НСОМ, оскільки вони добре підготовлені, та готові до будь-яких викликів, з якими стикається нація та держава, то звісно що вони озброєні найсучаснішою зброєю та спорядженням, і без вагань використовуватимуть їх, коли цього вимагає ситуація. Отже, це стратегічний актив НСОМ, який використовуватиметься у виняткових ситуаціях і, безперечно, за розпорядженням і вказівкою вищого аппарату влади.

### Корпус обслуговування (Service Corps)
Допоміжні військові підрозділи виконують роль опори озброєння в сучасних арміях. Ці підрозділи у багатьох випадках відповідають за надання необхідного обладнання та послуг для всієї організації.
Служби підтримки є опрою НСОМ. З самого початку, в рамках НСОМ існувала початкова форма опорного елемента. Протягом багатьох років служби підтримки розвивалися, щоб задовольнити мінливі потреби та запити НСОМ. У рамках розвитку НСОМ проводиться підготовка професіоналів у різноманітних та вузькоспеціалізованих галузях для більш безперебійної та ефективної роботи під час виконання поставлених місій і завдань.

#### Служба зв'язку, електроніки та інформаційних технологій
Служба зв'язку, електроніки та інформаційних технологій (Communication, Electronics and Information Technology Service) задовольняє всі потреби НСОМ пов'язані з зв'язком. Сюди ж входять обов'язки по обслуговуванню та ремонту обладнання зв’язку. Поряд з комунікаційною допомогою на СЗЕІТ також покладено завдання впроваджувати та контролювати потреби організації в інформаційних технологіях.

#### Транспортна служба
Транспортна служба (Transport Service) забезпечує ремонтом та обслуговуванням  наземний та морський транспорт, які є життєво важливими для швидкої та ефективної мобільності НСОМ. Так як Мальдіви пов’язані із морем та з  розсіяною острівною територією, значна частина комунікаційної мережі залежить від належного стану транспорту.
Транспортна служба  задовольняє транспортні потреби організації в цілому. Деякі підрозділи НСОМ мають власні незалежні види транспортування, але для тих підрозділів, які не володіють самостійними транспортними засобами для перевезення масивних вантажів, залучення ТС є життєво важливим для НСОМ.

#### Інтендантська служба
Інтендантська служба (Quarter Master Service). Основними турботами цього підрозділу є забезпечення всіма потребами в їжі та пайках НСОМ. Більшість із цих послуг надаються НСОМ шляхом укладання контрактів із приватним сектором. Таким чином, укладання необхідних контрактів із зацікавленими сторонами, моніторинг, та нагляд за наданими послугами є обов’язком Інтенданської служби.
Підрозділи:
1. Служба харчування (Catering Service)
2. Уніформа секція (Uniform Section)

#### Гурт та Музичне крило
Гурт та музичне крило (Band and Music Wing). З самого народження сил безпеки була створена форма церемоніального загону для супроводу султана в його церемоніальних процесіях. Цей урочистий оркестр перетворився з оркестру барабанів і труб на сучасний духовий оркестр. ГМК бере участь в урочистих парадах і на всіх церемоніях НСОМ, а також у церемоніальних процесіях національного рівня.

#### Інші Допоміжні Підрозділи
- Служба озброєння (Ordance Service) [11]
- Медіа та видавнича служба (Media and Publishing Service) [12]
- Відділ постачання (Supply Unit) [13]
- Утилізація вибухонебезпечних предметів (Explosive Ordance Disposal)

### Інженерний корпус

#### Військово-Інженерна служба
Основною функцією Військово-інженерної служби (Military Engineering Service) є проектування та будівництво всіх нових будівель НСОМ, а також обслуговування існуючої інфраструктури НСОМ. Сьогодні здібні чоловіки та жінки ВІС мають потенціал зробити все, що пов’язано з будівництвом будівель від етапу проектування до самого завершення будівництва.

#### Інженери Механіки та Електрики
Інженери Механіки та Електрики займаються всіма питаннями, пов'язаними з ремонтом, обслуговуванням, модифікацією, виробництвом запасних частин, електротехнічного та механічного устаткування НСОМ. Крім цього, вони також мають право на використання морської техніки, скловолокна, кондиціонування повітря, також на виробництво різноманітних металевих конструкцій, і ще право вносити необхідні модифікації до зброї, яка використовується в НСОМ. Вони мають повноваження в будь-який час перевіряти будь-який предмет, який доручено будь-якому підрозділу НСОМ.

### Група Спеціального Захисту
Група Спеціального Захисту (Secial Protection Group) також бере на себе всі ці обов’язки, але їхня головна місія спеціальної групи  це захищати та охороняти голову держави, а також високопоставлених гостей.
Цей підрозділ було офіційно створено незабаром після інциденту 3 листопада 1988 року. Спочатку вони були відомі як спеціальна гвардія яка складалася з групи добре навчених солдатів НСОМ. У міру розширення завдань, і місії сил угруповання, було перейменовано в Групу Спеціального Захисту (ГСЗ).

### Військова Поліція
Згідно за статтею 43 Закону № 1/2008 Закон про Збройні Сили стверджує, що міністр повинен створити військову поліцію зі складу Збройних Сил, яка відповідатиме за розслідування злочинів, скоєних військовослужбовцями, та розслідування різних проблем, що виникають у Збройних Силах,та застосування необхідних дій у питаннях забезпечення безпеки центрів Збройних Сил та заходів які проводяться Збройними Силами.У обов'язки ВП також входить,виявлення військовослужбовців, які залишають свої обов'язки, та управління всіма питання, які пов'язані з полоненими, та захопленими під час війни.
Існування військової поліції (Military Police) у Збройних Силах є надзвичайно важливим для підтримання військової дисципліни в Збройних Силах. Саме з цієї причини міністр оборони створив військову поліцію в складі Національних сил оборони Мальдів (НСОМ), як того вимагає Закон про збройні сили.
Військова поліція виконує військові закони та правила під час звичайних ситуацій, та в оперативних ситуаціях. Також загони Військової Поліції виконують покладені на них церемоніальні обов’язки.
Створення військової поліції у складі НСОМ ще більше покращило правоохоронну діяльність та дала змогу військовослужбовцям посилити повагу до прав людини, та довіру до своєї національної служби та свого народу.
Військова Поліція Мальдів у складі НСОМ. Складається з 6 підрозділів, кожен з яких повинен чітко та якісно відповідати на поставлені їм завдання.
Усі 6 підрозділів:
1. Штаб-Квартира
2. Підрозділ Правозастосування
3. Підрозділ Розслідування
4. Підрозділ Затримання
5. Підрозділ Підтримки Безпеки
6. Церемоніальний підрозділ

### Авіаційна ескадрилья берегової охорони
Авіаційна ескадрилья берегової охорони є повітряним компонентом НСОМ, якому доручено захищати та охороняти повітряний простір Мальдів, стежити за незаконною та підозрілою діяльністю у мальдівських водах, проводити пошукові, рятувальні, та наглядові операції у територіальних водах Мальдів. Крім того, авіаційна ескадрилья берогової охорони також здійснює авіаційні перевезення пацієнтів до медпунктів у невідкладних випадках, і має можливість брати участь у доставці групи спецназу по всій країні для протидії різним загрозам.

#### Поточна Інвентар
| Літак      | Походження        | Тип              | Варіант   | На службі | Примітки           |           |
| Транспорт  | Транспорт         | Транспорт        | Транспорт | Транспорт | Транспорт          | Транспорт |
| ---------- | ----------------- | ---------------- | --------- | --------- | ------------------ | --------- |
| Дорньє 228 | Німеччина / Індія | морський патруль |           | 1         | Подарований Індією |           |
| вертольоти |                   |                  |           |           |                    |           |
| HAL Dhruv  | Індія             | SAR / утиліта    | Mk.3      | 2         | Подарований Індією |           |

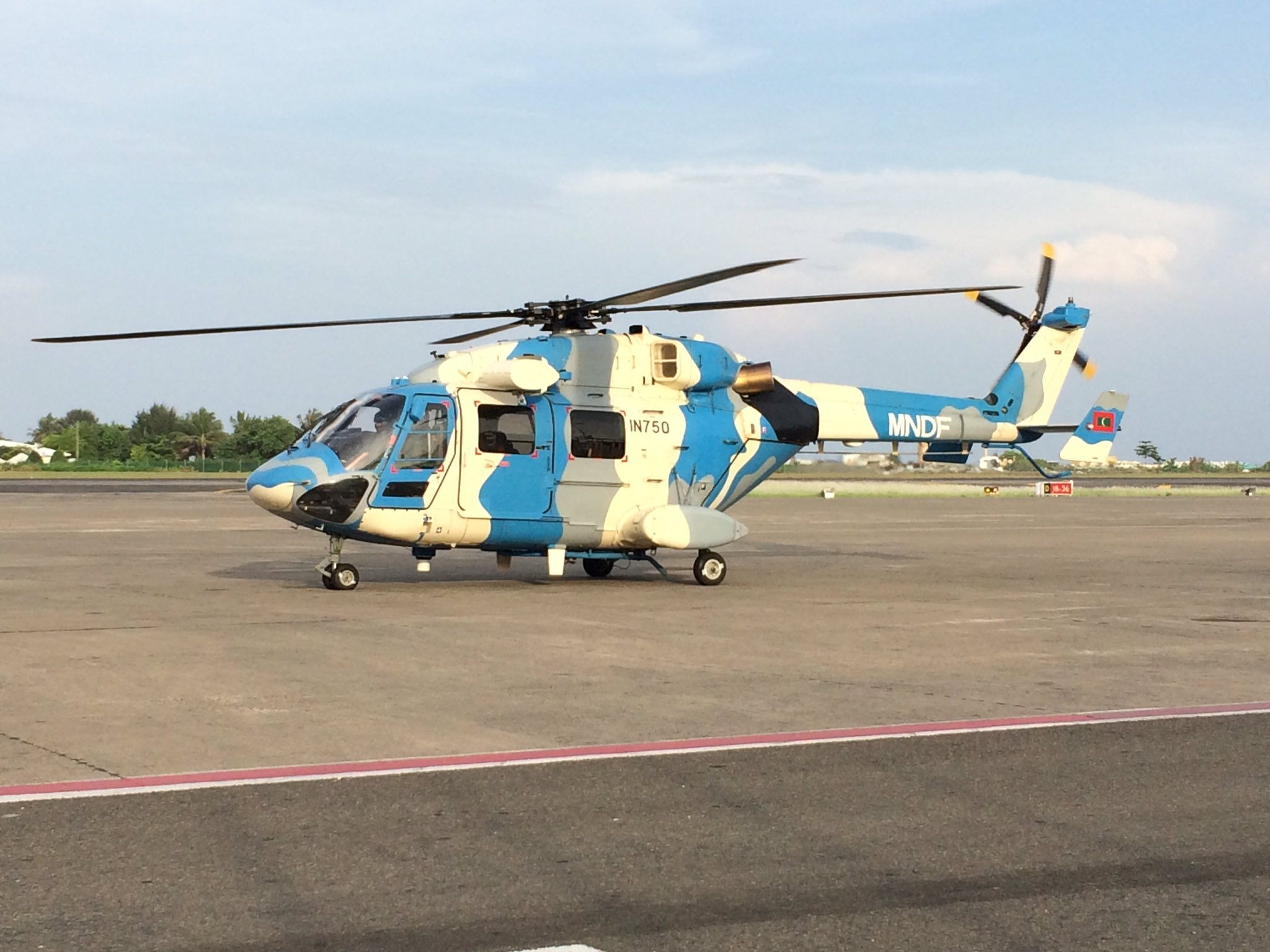
HAL Dhruv of Maldives National Defense Force gifted by India

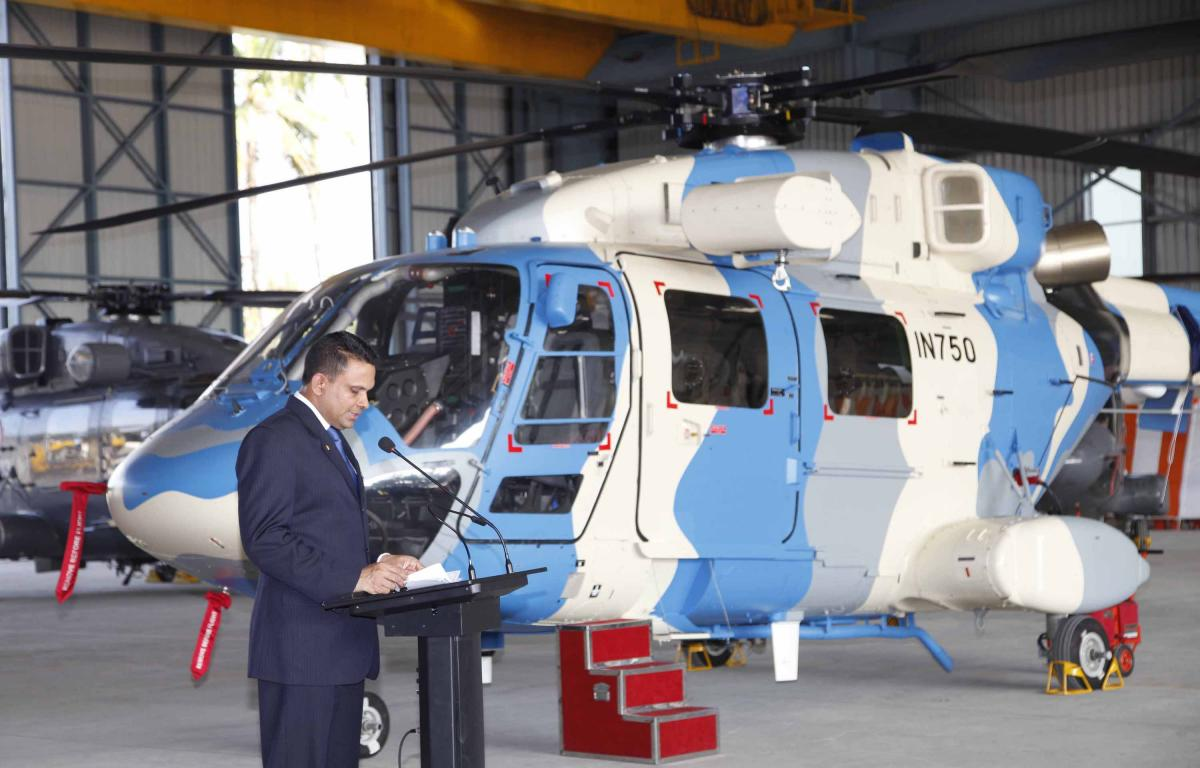
Міністр оборони Мальдів Мохамед Назім виступає перед аудиторією в Кочі

Літаки Air Wing також використовуються для транспортування Сил Спеціального Призначення Мальдівських островів, до районів антитерористичних операцій.

### Коледж досліджень Оборони та Безпеки
Офіційним підрозділом НСОМ, є Коледж досліджень оборони та безпеки (College of Defence and Security Studies). Навчальні центри створюються для підготовки персоналу НСОМ від рівня основ до профільного навчання.
Також відібраний персонал проходить навчання в закордонних навчальних закладах, та академічних установках, технічних та інших професійних сферах для підвищення професіоналізму НСОМ. Також регулярно проводяться спільні навчання з іншими країнами.
Завдання:
- Забезпечення інституційного навчання.
- Проведення колективного та індивідуального навчання.
- Проведення тренувальних вправ.
- Координація навчальної діяльності всіх підрозділів

Навчальні центри:
- Сержантська академія
- Крило підготовки офіцерів
- Навчальна школа морської піхоти
- Школа підготовки берегової охорони
- Школа пожежно-рятувальної підготовки

### Пожежно-рятувальна служба
Пожежно-рятувальна служба (Fire and Rescue Service) бере на себе обов'язки щодо надання пожежно-рятувальних послуг населенню. Нині тільки мешканцям столичного острова Мале та прилеглих островів, своєчасно надаються послуги ПРС.
Проте ПРС намагається  навчити протипожежним навичкам населення країни. Вже по всій країні люди навчаються навичкам гасіння пожеж, а в різних регіонах створюються підстанції цивільного пожежогасіння.
Завдання Пожежно-рятувальної служби:
- Проведення аварійно-пожежних заходів.
- Проведення рятувальних робіт.
- Забезпечення охорони майна.

### Медичний корпус
Медичний корпус Національних Сил Оборони Мальдів (MEDIC) є органом, який є відповідальним за надання медичної допомоги чоловікам і жінкам НСОМ.
Добробут персоналу НСОМ завжди мав першорядне значення з перших днів створення сил безпеки, а в 1992 році була створена медична клініка. Підготовлені медики цілодобово перебувають на службі за для того щоб своєчасно забезпечити медичною допомогою військовослужбовців НСОМ. Незалежно від того, на суші чи на морі знаходяться війська, їм надають своєчасну допомогу.
Спеціальне медичне забезпечення забезпечується  пацієнтам із захворюваннями, які неможливо вилікувати на Мальдівах,  таких пацієнтів відправляють на подальше лікування за кордон.

### Командування
1. Малійський район (Male' Area)
2. Північний район (Nothern Area)
3. Центральний район (Central Area)
4. Південний район (Southern Area)

### Невійськові служби
- Кооператив Sifainge (SIFCO)
- Сімейна асоціація Сіфаінг (SIFAMA)
- Компанія Sifainge Welfare
- Мальдівські військові ветерани (MalVets)
- Dhivehi Sifainge Club (DSC)

## Набір на роботу
Кількість новобранців на кожен рік визначається Офісом Президента та Міністром Оборони, за сприянням штабу Міноборони.
Коли в ЗМІ з’являться оголошення про пошук потенційних новобранців, то зацікавлені кандидати можуть подати своє резюме до представництва Міністерства оборони Мальдів.
Про час і місце співбесіди, повідомляє Міністерство оборони. Тим не менш, ті, хто не відповідає поточним основним критеріям вступу, не будуть викликані на співбесіду;
Основні критерії вступу до Сили національної оборони Мальдів:
- Кандидат повинен закінчити звичайний рівень GCE або 10 клас (або еквівалентну професійну підготовку)
- Кандидат повинен мати мінімальний зріст 5' 5"/165,10 сантиметрів (чоловіки) або 5' 3"/160,02 сантиметри (жінки)
- Вік кандидата повинен бути від 18 до 25 років
- Кандидат не повинен мати жодної поліцейської документації за останні п’ять років
- Кандидат не повинен бути зареєстрований у політичній партії

## Рангова структура
Рангова система НСОМ базується на традиційній британській військовій системі, та військовій системі США. Найвище звання, яке коли-небудь присвоювалося, було звання генерал-лейтенанта у невійськовій якості, яке було присвоєно попередньому міністру оборони Абдулу Саттару, хоча президент, будучи головнокомандувачем, також має звання генерала у невійськовій якості.

### Офіцерський корпус
- Генерал-майор
- Бригадний генерал
- Полковник
- підполковник
- Майор
- Капітан
- Лейтенант
- Другий лейтенант
- Кандидат у офіцери

### Поліцейські звання
- Поліцейський 1-го класу
- Поліцейський 2-го класу
- Поліцейський 3-го класу
- Поліцейський 4-го класу
- Головний ордер

### Рядовий корпус
- Старший сержант майор оборонних сил
- Командуючий сержант майор
- Сержант майор
- Перший сержант
- Сержант першого класу
- Сержант штабу
- Сержант
- Капрал
- Ленс-капрал
- Приватна

## Медалі та стрічки

### Медалі
- Медаль честі
- Президентська медаль
- Медаль НСОМ
- Медаль «За заслуги».
- Медаль за хорошу поведінку
- Медаль «За виняткову відвагу».
- Медаль за віддану службу
- Медаль за відвагу
- Пурпурне серце
- Медаль за довгу службу
- Золота медаль за порятунок життя
- Срібна медаль за порятунок життя
- Медаль 3 листопада
- Столітня медаль
- Медаль Саарка
- Мінівен 50 медаль

### Стрічки
- Президентська стрічка
- Стрічка НСОМ
- Стрічка тривалої служби
- Стрічка майстерності
- Стрічка спеціального обслуговування
- Стрічка спеціального призначення
- Стрічка досягнень
- Стрічка за хоробрість
- Стрічка хорошої поведінки

## Вищі офіцери

### Вищі офіцери на службі
- Генерал-майор Абдулла Шамаал - начальник сил оборони [27]
- Бригадний генерал Абдул Рахім Абдул Латіф - заступник начальника сил оборони [27]
- Бригадний генерал Вайс Вахід - комендант Корпусу морської піхоти НСОМ
- Бригадний генерал Хамід Шафік - комендант Корпусу служби MNDF
- Бригадний генерал Ісмаїл Шаріф - комендант, MNDF Північний район
- Бригадний генерал Мохамед Шаріф - комендант пожежно-рятувальної служби MNDF
- Бригадний генерал Абдул Матін Ахмед
- Бригадний генерал Абдулла Зухрі

### Генерал- офіцери у відставці
- Генерал-лейтенант Амбарі Абдул Саттар 1 (начальник сил оборони з 21 квітня 1992 року по 1 січня 1996 року)
- Генерал-майор Мохамед Захір (начальник сил оборони з 1 січня 1996 року по 18 листопада 2008 року)
- Генерал-майор Муса Алі Джаліл 5 (начальник сил оборони з 18 листопада 2008 року по 7 лютого 2012 року)
- Генерал-майор Адам Загір 2
- Генерал-майор Ахмед Шиям (колишній начальник сил оборони)
- Бригадний генерал Ахмед Шахід (колишній віце-начальник сил оборони)
- Бригадний генерал Фархат Шахір (колишній віце-начальник сил оборони)
- Бригадний генерал Ахмед Шахід (колишній віце-начальник сил оборони)
- Бригадний генерал Ахмед Наїм Мохамед
- Бригадний генерал Закарія Мансур - генеральний директор з питань боротьби з тероризмом Міністерства оборони
- Бригадний генерал Ібрагім Мохамед Діді
- Бригадний генерал Ахмед Мохамед (колишній віце-начальник сил оборони)
- Бригадний генерал Алі Зухайр (колишній командувач берегової охорони )

### Звільнені вищі офіцери
- Полковник Ахмед Нілам 4

Примітка:
- 1 Амбарі Абдул Саттар — єдина особа, яка мала звання генерал-лейтенанта, а також обіймала посаду державного міністра оборони.
- 2 Адам Загір мав звання генерал-майора з 29 квітня 2004 року по 1 вересня 2004 року до призначення на посаду комісара поліції Мальдівських островів.
- 4 Полковник Ахмед Нілам мав звання бригадного генерала до того, як був понижений у посаді та звільнений зі служби. Його звільнили за невиконання обов’язків, поведінки та правил МНДФ.
- 5. Муса Алі Джаліл — єдина людина, яка була одночасно міністром оборони та начальником сил оборони.

## Зовнішні посилання
- Офіційний сайт
- www.facebook.com/mndfpage facebook.com
- twitter.com
- youtube.com
- flickr.com